# 22383 Nikolauspacassi
22383 Nikolauspacassi è un asteroide della fascia principale. Scoperto nel 1994, presenta un'orbita caratterizzata da un semiasse maggiore pari a 2,3205243 UA e da un'eccentricità di 0,1583288, inclinata di 2,38942° rispetto all'eclittica.